# Mobile Suit Gundam SEED C.E. 73: Stargazer
Mobile Suit Gundam SEED C.E. 73: Stargazer (機動戦士ガンダム・シード C.E.73 スターゲイサー, Kidō Senshi Gundam SEED C.E. 73: Stargazer) is een drie afleveringen tellende ONA-serie, die deel uitmaakt van de Gundam-franchise. De serie dient als extra verhaal voor de animeserie Mobile Suit Gundam SEED Destiny. Sinds juli 2006 is de serie te zien op Bandai Channel.
De serie is geregisseerd door Susumu Nishizawa en geschreven door Shigeru Morita. De afleveringen zijn rond de 16 tot 18 minuten lang. Een dvd met alle drie de afleveringen + twee korte filmpjes van Gundam SEED Astray werd uitgebracht op 24 november 2006.

## Overzicht
De serie speelt zich direct af na het “Break the World”-incident, waarbij een kolonie neerstortte op aarde. Het verhaal draait om Sven Cal Payang, een 20-jarige mannelijke Natural die lid is van de Phantom Pain speciale troepen. Hij bestuurt de GAT-X105E Strike Noir. Een ander personage in de serie is Selene McGriff, een 28-jarige onderzoeker van het "Stargazer Project". Zij werkt voor Deep Space Survey and Development Organization (DSSD).

## Cast
- Sven Cal Payang – Suwen Karu Bayan
- Shams Couza - Hiroshi Kamiya/Mamoru Miyano
- Mudie Holcroft – Rina Satou
- Edmond Du Clos – Jouji Nakata
- Sol Ryuune L'ange – Jun Fukuyama
- Selene McGriff – Sayaka Ohara

## Manga's
In 2007 werd een speciale manga uitgebracht die dient als epiloog voor de serie. Deze werd geschreven door Naoki Moriy. Hierin wordt het voorheen onbekende lot van Selene en Sven onthuld. Beide blijken nog te leven. Sven sluti zich aan bij de DSSD.
De serie kreeg ook een spin-off manga getiteld Mobile Suit Gundam SEED C.E. 73 Δ Astray, die verder inspeelt op de technologie en organisaties in de serie.